# Malcolm Wilson (Politiker)
Charles Malcolm Wilson (* 26. Februar 1914 in New York City; † 13. März 2000 in New Rochelle, New York) war ein US-amerikanischer Politiker und vom 18. Dezember 1973 bis zum 31. Dezember 1974 Gouverneur des Bundesstaates New York.

## Frühe Jahre und politischer Aufstieg
Malcolm Wilson besuchte das Fordham College und studierte dann an der Fordham Law School Jura. Politisch wurde er Mitglied der Republikanischen Partei. Zwischen 1939 und 1958 war er Abgeordneter im Repräsentantenhaus von New York. Diese Zeit war allerdings durch seinen Militärdienst während des Zweiten Weltkriegs unterbrochen. In dieser Zeit diente er als Offizier der US-Marine. Seit 1959 war er Vizegouverneur unter dem New Yorker Gouverneur Nelson Rockefeller.

## Gouverneur von New York und weiterer Lebenslauf
Nach dem Rücktritt von Gouverneur Rockefeller musste er am 18. Dezember 1973 dessen Amt übernehmen und die angebrochene Amtszeit bis zum 1. Januar 1975 beenden. Seine kurze Amtszeit war nicht ganz problemlos. Zum einen gab es damals eine Wirtschaftskrise, mit der auch der Staat New York zu kämpfen hatte, zum anderen wurden die Vereinigten Staaten von der Watergate-Affäre erschüttert. Diese schadete auch der Republikanischen Partei und deren Kandidaten für öffentliche Wahlämter. Darunter musste auch Gouverneur Wilson leiden, als er sich im November 1974 zur Wiederwahl stellte und gegen Hugh Carey, den Kandidaten der Demokratischen Partei, deutlich unterlag, der 58 Prozent der Stimmen auf sich vereinte.
Nach seiner kurzen Gouverneurszeit war Wilson wieder als Rechtsanwalt tätig. Außerdem war er zwischen 1977 und 1986 Vorstandsvorsitzender der Manhattan Bank for Savings. Malcolm Wilson verstarb im März 2000. Mit seiner Frau Katharine McCloskey hatte er zwei Kinder.